# Дюнные всхолмления (урочище)
Дю́нные всхолмления — урочище в Петропавловском районе Воронежской области в пятнадцати километрах от села Новый Лиман и в пяти километрах от села Дедовка. Опустыненный участок местности площадью 197,57 гектара, песчаные дюны. Особо охраняемая природная территория областного значения — комплексный памятник природы.

## История образования
Существуют разные версии происхождения пустынного участка посреди полей и лугов, рядом с лесами и озерами. Некоторые[кто?] полагают, что песок был принесен ветром-«афганцем» из Калмыкии. Но специалисты утверждают, что кварцевые пески местного происхождения. Пласты его лежат у Дона долгие тысячелетия, еще со времен ледникового периода. Поначалу пустынное образование занимало совсем небольшую территорию, и песок, крепко схваченный корнями растений, не был подвижным. Однако, когда люди стали бесконтрольно вырубать леса и пасти скот на освободившихся от деревьев местах, песок быстро измельчился под копытами животных и стал летучим, а ветер разнёс его по близлежащей округе.
В конце девятнадцатого-начале двадцатого века для местных жителей это стало настоящим бедствием. Когда начиналась буря, песок поднимался столбом и заносил дома в селе по самые крыши. Почти сорок лет продолжалось озеленение проблемного участка южно-чернозёмного района страны. Но оно дало свои результаты, пустыня перестала разрастаться в размерах. В народе пустынный участок называют «мёртвым полем», потому что на кварцевых песках не растут деревья, травы и цветы, разве что небольшие кустарники и пучки жесткой травы. Ранее предпринимались попытки высаживать арбузы, но ветер вырывал побеги с корнями.
В 1959 году Петропавловскую пустыню посетил фотожурналист Василий Песков. Он и дал ей название «Донская Сахара». Новое имя прижилось, и с тех пор Донская Сахара по праву заняла почетное место среди местных достопримечательностей.

## Животный мир
Фауна урочища, как и Донских дюнных песков в целом, обладает большим своеобразием, отличаясь от фауны окружающей местности. Здесь водятся различные виды животных: волки, лисицы, зайцы, кабаны, косули, еноты, лоси, мыши, множество насекомых и птиц. А. Н. Формозов считал фауну песчаных дюн реликтовым элементом, сохранившимся от послеледникового времени, когда эта территория была занята барханами.